# Martin Järveoja
Martin Järveoja, (Elva, Condado de Tartu, Estonia; 18 de agosto de 1987) es un copiloto estonio de rally que compite en el Campeonato Mundial de Rally de la FIA. En 2019 se convirtió en campeón mundial copilotando a su compatriota Ott Tänak.

## Trayectoria
Es hijo del político estonio Toomas Järveoja, originalmente Martin Järveoja fue yudoca (fue cinco veces campeón en Estonia) antes de comenzar su carrera en los rallies en 2006, copilotando a varios pilotos, incluidos su primo Ken Järveoja y su tío Tarmo Järveoja, compitiendo en los campeonatos regionales y nacionales.
En 2010, Järveoja hizo su debut en el Campeonato Mundial de Rally, copilotando a su compatriota Karl Kruuda en el Rally de Jordania. En 2014, ambos terminaron quintos en la general del WRC-2 en una temporada en la cual los vio ganar en Suecia y Finlandia.
En 2013, Järveoja copiloto para Ott Tänak en cuatro pruebas del Campeonato de Estonia de Rally: Tallinna Rally, Grossi Toidukaubad Viru Rally, Rally Kurzeme y el Saaremaa Rally todos a los mandos de un Subaru Impreza STi N12. La pareja terminó los cuatro rallyes en la segunda posición.
En diciembre de 2016, Järveoja firmó un contrato con el M-Sport World Rally Team volviendo a formar dupla con Ott Tänak. En su primera temporada juntos con el nuevo Ford Fiesta WRC, él y Tänak lograron juntos su primera victoria en el mundialista en el Rally de Cerdeña. Esa no fue su única victoria ya que lograrón la victoria en el Rally de Alemania. Con dos victorias y cinco podios la dupla Tänak-Järveoja terminó su primera temporada juntos en la tercera posición.
En 2018, Järveoja y Tänak pasaron al Toyota Gazoo Racing WRT. En su primera temporada en la estructura japonesa, la dupla estonia consiguió cuatro victorias, en Argentina, Finlandia, Alemania y Turquía estas últimas tres de forma consecutiva.
En 2019, ganarón en Suecia, Chile, Portugal, Finlandia, Alemania y Gran Bretaña. En el Rally de Cataluña al terminar en la segunda posición y llevarse el máximo de puntos en el Power Stage, Järveoja y Tänak se consagrarón campeones del mundo con una fecha de antelación.

## Palmarés

### Títulos
| Año  | Título                   | Automóvil        | Piloto    |
| ---- | ------------------------ | ---------------- | --------- |
| 2019 | Campeón Mundial de Rally | Toyota Yaris WRC | Ott Tänak |

### Victorias en WRC
|    | Rally                            | Temp. | Piloto    | Automóvil             |
| -- | -------------------------------- | ----- | --------- | --------------------- |
| 1  | 14° Rally d'Italia Sardegna      | 2017  | Ott Tänak | Ford Fiesta WRC       |
| 2  | 35. ADAC Rallye Deutschland      | 2017  | Ott Tänak | Ford Fiesta WRC       |
| 3  | 38.º YPF Rally Argentina         | 2018  | Ott Tänak | Toyota Yaris WRC      |
| 4  | 68. Neste Rally Finland          | 2018  | Ott Tänak | Toyota Yaris WRC      |
| 5  | 36. ADAC Rallye Deutschland      | 2018  | Ott Tänak | Toyota Yaris WRC      |
| 6  | 11. Rally Turkey Marmaris        | 2018  | Ott Tänak | Toyota Yaris WRC      |
| 7  | 67th Rally Sweden                | 2019  | Ott Tänak | Toyota Yaris WRC      |
| 8  | 1º Copec Rally Chile             | 2019  | Ott Tänak | Toyota Yaris WRC      |
| 9  | 53.er Vodafone Rally de Portugal | 2019  | Ott Tänak | Toyota Yaris WRC      |
| 10 | 69.º Neste Rally Finland         | 2019  | Ott Tänak | Toyota Yaris WRC      |
| 11 | 37. ADAC Rallye Deutschland      | 2019  | Ott Tänak | Toyota Yaris WRC      |
| 12 | 75. Dayinsure Wales Rally GB     | 2019  | Ott Tänak | Toyota Yaris WRC      |
| 13 | 10. Rally Estonia                | 2020  | Ott Tänak | Hyundai i20 Coupe WRC |
| 14 | Arctic Rally Finland             | 2021  | Ott Tänak | Hyundai i20 Coupe WRC |
| 15 | 19º Rally d'Italia Sardegna      | 2022  | Ott Tänak | Hyundai i20 N Rally1  |
| 16 | 71. Secto Rally Finland          | 2022  | Ott Tänak | Hyundai i20 N Rally1  |
| 17 | 57. Ardeca Ypres Rally Belgium   | 2022  | Ott Tänak | Hyundai i20 N Rally1  |
| 18 | 70th Rally Sweden                | 2023  | Ott Tänak | Ford Puma Rally1      |
| 19 | 2º Rally Chile BIOBÍO            | 2023  | Ott Tänak | Ford Puma Rally1      |
| 20 | 21º Rally d'Italia Sardegna      | 2024  | Ott Tänak | Hyundai i20 N Rally1  |
| 21 | 2. Central European Rally        | 2024  | Ott Tänak | Hyundai i20 N Rally1  |

### Victorias en WRC-2
|   | Rally                       | Temp. | Piloto      | Automóvil         |
| - | --------------------------- | ----- | ----------- | ----------------- |
| 1 | 62st Rally Sweden           | 2014  | Karl Kruuda | Ford Fiesta S2000 |
| 2 | 64. Neste Oil Rally Finland | 2014  | Karl Kruuda | Ford Fiesta S2000 |

## Resultados

### Campeonato Mundial de Rally
| Año  | Equipo                   | Automóvil             | 1       | 2      | 3      | 4      | 5       | 6       | 7       | 8       | 9       | 10     | 11      | 12      | 13      | 14    | Pos. | Puntos |
| ---- | ------------------------ | --------------------- | ------- | ------ | ------ | ------ | ------- | ------- | ------- | ------- | ------- | ------ | ------- | ------- | ------- | ----- | ---- | ------ |
| 2010 | World Rally Team Estonia | Suzuki Swift S1600    | SWE     | MEX    | JOR 22 | TUR 31 | NZL     | POR 27  | BUL 18  | FIN     | GER 30  | JPN    | FRA     |         |         |       | -    | 0      |
| 2010 | World Rally Team Estonia | Honda Civic Type-R R3 |         |        |        |        |         |         |         |         |         |        |         | ESP 28  |         |       | -    | 0      |
| 2010 | Karl Kruuda              | Suzuki Swift S1600    |         |        |        |        |         |         |         |         |         |        |         |         | GBR Ret |       | -    | 0      |
| 2011 | ME3 Rally Team           | Škoda Fabia S2000     | SWE     | MEX 15 | POR 13 | JOR 11 | ITA 21  | ARG     | GRE 23  | FIN 27  | GER 22  | AUS    | FRA     | ESP 28  |         |       | -    | 0      |
| 2011 | Karl Kruuda              | Ford Fiesta S2000     |         |        |        |        |         |         |         |         |         |        |         |         | GBR 28  |       | -    | 0      |
| 2012 | Karl Kruuda              | Ford Fiesta S2000     | MON     | SWE    | MEX    | POR    | ARG     | GRE     | NZL     | FIN 12  |         | GBR 21 | FRA     | ITA Ret | ESP 23  |       | -    | 0      |
| 2012 | Karl Kruuda              | Škoda Fabia S2000     |         |        |        |        |         |         |         |         | GER Ret |        |         |         |         |       | -    | 0      |
| 2013 | MM Motorsport            | Ford Fiesta R5        | MON     | SWE    | MEX    | POR    | ARG     | GRE     | ITA     | FIN Ret | GER 18  | AUS    | FRA     | ESP     | GBR     |       | -    | 0      |
| 2014 | Printsport               | Ford Fiesta S2000     | MON     | SWE 11 | MEX    | POR 12 | ARG     |         |         | FIN 10  | GER     | AUS    | FRA     | ESP 24  | GBR 16  |       | 28.º | 1      |
| 2014 | Tagai Racing Technology  | Peugeot 208 T16       |         |        |        |        |         | ITA 15  | POL Ret |         |         |        |         |         |         |       | 28.º | 1      |
| 2015 | ME3 Rally Team           | Citroën DS3 R5        | MON     | SWE    | MEX    | ARG    | POR 26  | ITA Ret | POL 14  | FIN     | GER     | AUS    | FRA     | ESP     | GBR     |       | -    | 0      |
| 2016 | Drive DMACK Trophy Team  | Ford Fiesta R5        | MON     | SWE    | MEX    | ARG    | POR Ret | ITA 11  | POL 23  | FIN Ret | GER     | CHN C  | FRA     | ESP     | GBR     | AUS   | -    | 0      |
| 2017 | M-Sport WRT              | Ford Fiesta WRC       | MON 3   | SWE 2  | MEX 4  | FRA 11 | ARG 3   | POR 4   | ITA 1   | POL Ret | FIN 7   | GER 1  | ESP 3   | GBR 6   | AUS 2   |       | 3.º  | 191    |
| 2018 | Toyota Gazoo Racing WRT  | Toyota Yaris WRC      | MON 2   | SWE 9  | MEX 14 | FRA 2  | ARG 1   | POR Ret | ITA 9   | FIN 1   | GER 1   | TUR 1  | GBR 19  | ESP 6   | AUS Ret |       | 3.º  | 181    |
| 2019 | Toyota Gazoo Racing WRT  | Toyota Yaris WRC      | MON 3   | SWE 1  | MEX 2  | FRA 6  | ARG 8   | CHL 1   | POR 1   | ITA 5   | FIN 1   | GER 1  | TUR 16  | GBR 1   | ESP 2   | AUS C | 1.º  | 263    |
| 2020 | Hyundai Shell Mobis WRT  | Hyundai i20 Coupe WRC | MON Ret | SWE 2  | MEX 2  | EST 1  | TUR 17  | ITA 6   | MNZ 2   |         |         |        |         |         |         |       | 3.º  | 105    |
| 2021 | Hyundai Shell Mobis WRT  | Hyundai i20 Coupe WRC | MON Ret | ART 1  | CRO 4  | POR 21 | ITA 24  | SAF 3   | EST 31  | BEL 6   | GRE 2   | FIN 2  | ESP Ret | MNZ     |         |       | 5.º  | 128    |
| 2022 | Hyundai Shell Mobis WRT  | Hyundai i20 N Rally1  | MON Ret | SWE 20 | CRO 2  | POR 6  | ITA 1   | SAF Ret | EST 3   | FIN 1   | BEL 1   | GRE 2  | NZL 3   | ESP 4   | JPN 2   |       | 2.º  | 205    |
| 2023 | M-Sport Ford WRT         | Ford Puma Rally1      | MON 5   | SWE 1  | MEX 9  | CRO 2  | POR 4   | ITA 35  | SAF 6   | EST 8   | FIN Ret | GRE 4  | CHL 1   | EUR 3   | JPN 6   |       | 4.º  | 174    |
| 2024 | Hyundai Shell Mobis WRT  | Hyundai i20 N Rally1  | MON 4   | SWE 41 | SAF 8  | CRO 4  | POR 2   | ITA 1   | POL 40  | LAT 3   | FIN Ret | GRE 3  | CHL 3   | EUR 1   | JPN Ret |       | 3.º  | 200    |
| 2025 | Hyundai Shell Mobis WRT  | Hyundai i20 N Rally1  | MON 5   | SWE 4  | SAF 2  | ESP 6  | POR 2   | ITA 2   | GRE     | EST     | FIN     | PAR    | CHL     | EUR     | JPN     | SAU   | 4.º  | 108    |

### WRC-2
| Año  | Equipo                  | Automóvil         | 1   | 2     | 3   | 4     | 5       | 6       | 7       | 8       | 9     | 10    | 11  | 12    | 13    | 14  | Pos. | Puntos |
| ---- | ----------------------- | ----------------- | --- | ----- | --- | ----- | ------- | ------- | ------- | ------- | ----- | ----- | --- | ----- | ----- | --- | ---- | ------ |
| 2013 | MM Motorsport           | Ford Fiesta R5    | MON | SWE   | MEX | POR   | ARG     | GRE     | ITA     | FIN Ret | GER 5 | AUS   | FRA | ESP   | GBR   |     | 29.º | 10     |
| 2014 | Printsport              | Ford Fiesta S2000 | MON | SWE 1 | MEX | POR 4 | ARG     |         |         | FIN 1   | GER   | AUS   | FRA | ESP 7 | GBR 5 |     | 5.º  | 90     |
| 2014 | Tagai Racing Technology | Peugeot 208 T16   |     |       |     |       |         | ITA 4   | POL Ret |         |       |       |     |       |       |     | 5.º  | 90     |
| 2015 | ME3 Rally Team          | Citroën DS3 R5    | MON | SWE   | MEX | ARG   | POR 11  | ITA Ret | POL 3   | FIN     | GER   | AUS   | FRA | ESP   | GBR   |     | 25.º | 15     |
| 2016 | Drive DMACK Trophy Team | Ford Fiesta R5    | MON | SWE   | MEX | ARG   | POR Ret | ITA 3   | POL 10  | FIN Ret | GER   | CHN C | FRA | ESP   | GBR   | AUS | 18.º | 16     |

### JWRC
| Año  | Equipo                   | Automóvil             | 1     | 2     | 3     | 4     | 5   | 6     | Pos. | Puntos |
| ---- | ------------------------ | --------------------- | ----- | ----- | ----- | ----- | --- | ----- | ---- | ------ |
| 2010 | World Rally Team Estonia | Suzuki Swift S1600    | TUR 6 | POR 2 | BUL 5 | GER 3 | FRA |       | 4.º  | 59     |
| 2010 | World Rally Team Estonia | Honda Civic Type-R R3 |       |       |       |       |     | ESP 6 | 4.º  | 59     |

### SWRC
| Año  | Equipo         | Automóvil         | 1     | 2     | 3     | 4     | 5     | 6     | 7   | 8     | Pos. | Puntos |
| ---- | -------------- | ----------------- | ----- | ----- | ----- | ----- | ----- | ----- | --- | ----- | ---- | ------ |
| 2011 | ME3 Rally Team | Škoda Fabia S2000 | MEX 4 | JOR 2 | ITA 6 | GRE 8 | FIN 7 | GER 5 | FRA | ESP 7 | 6.º  | 64     |